# 本特罗萨
本特罗萨，是西班牙拉里奥哈自治区的一个市镇。总面积73平方公里，总人口90人（2001年），人口密度1人/平方公里。